# Eventració
Una eventració o hèrnia incisional és un tipus d'hèrnia causada per una dehiscència o una cicatrització d'una incisió quirúrgica abdominal. Les més freqüents són degudes a incisions mitjanes de l'abdomen en la cirurgia exploratòria abdominal, les eventracions ventrals sovint també es classifiquen com "hèrnies ventrals" a causa de la seva ubicació. No totes les hèrnies ventrals són d'incisions, ja que algunes poden ser causades per altres traumatismes o problemes congènits.

## Causa
Les hèrnies incisionals solen ser causades per una debilitat de les ferides quirúrgiques, que pot ser causada per un hematoma, un seroma o una infecció, tot això provoca una disminució de la cicatrització de la ferida. També poden ser causats per l'augment de la pressió intraabdominal a causa d'una tos crònica (com en l'MPOC), restrenyiment, retenció urinària (com en l'HBP), embaràs, o ascites. També poden resultar d'una tècnica quirúrgica deficient.

## Tractament
La reparació tradicional "oberta" de les hèrnies incisionals pot ser bastant difícil i complicada. El teixit debilitat de la paret abdominal es reforça mitjançant una malla protètica.